# Вайберн (Айфель)
Вайберн (нем. Weibern) — община в Германии, в земле Рейнланд-Пфальц.
Входит в состав района Арвайлер. Подчиняется управлению Брольталь. Население составляет 1523 человека (на 31 декабря 2010 года). Занимает площадь 10,56 км².